# Amarita
Amarita est un village ou commune faisant partie de la municipalité de Vitoria-Gasteiz dans la province d'Alava dans la Communauté autonome du Pays basque.